# RedOne
RedOne, właśc. Nadir Khayat (ur. 9 kwietnia 1972 w Tétouan) – szwedzki producent muzyczny i autor piosenek marokańskiego pochodzenia.
Dwukrotny laureat nagrody szwedzkiego przemysłu fonograficznego Grammis. Współpracował z wykonawcami, takimi jak m.in.: Lady Gaga, One Direction, Akon, Mylène Farmer, Jennifer Lopez, Nicole Scherzinger, Mohombi, Enrique Iglesias, Pitbull, Nicki Minaj, Sugababes, Kelly Rowland, Shakira, Flo Rida, Kylie Minogue, Britney Spears i Lindsay Lohan.
W 2014 roku skomponował utwór „Hala Madrid ...y nada más”, który został wybrany oficjalnym hymnem klubu piłkarskiego Real Madryt.

## Działalność wydawnicza
W 2010 roku założył wytwórnię muzyczną 2101 Records, a także oddział 2101 Songs – firmę prowadząca działalność z zakresu publishingu. Od 2013 nagrania 2101 Records dystrybuowane są na świecie przez Capitol Records Group. W 2016 roku premierę miała piosenka „Don’t You Need Somebody” z udziałem Shaggiego. W 2017 roku zadebiutował utwór „Boom Boom” z Daddy Yankee, Dianah Jane i French Montana. 
Kontraktem wydawniczym z firmą 2101 Records związali się m.in. amerykańska piosenkarka Jennifer Lopez, szwedzki piosenkarz Mohombi, australijska piosenkarka Havana Brown oraz amerykański boys band Midnight Red.

## Wybrana dyskografia
Single
| „Hala Madrid ...y nada más” (Real Madrid feat. RedOne)                                         | 2014 | –  | – | –  | 1  | 143 |
| „Don’t You Need Somebody” (RedOne feat. Enrique Iglesias, R. City, Serayah & Shaggy)           | 2016 | 16 | 7 | 19 | 18 | 150 |
| „La roja baila (Himno oficial de la selección Española)” (Sergio Ramos, Niña Pastori & RedOne) | 2016 | –  | – | –  | 3  | –   |
| „–” singel nie był notowany.                                                                   |      |    |   |    |    |     |

Inne
| Album                                     | Rok  | Uwagi | Źródło |
| ----------------------------------------- | ---- | --- | ------ |
| Paulina Rubio – Brava!                    | 2011 | koprodukcja muzyczna, edycja cyfrowa, instrumenty klawiszowe, programowanie, realizacja nagrań, inżynieria dźwięku | [ 14 ] |
| Nicki Minaj – Pink Friday: Roman Reloaded | 2012 | koprodukcja muzyczna, wokal wspierający, edycja cyfrowa                                                            | [ 15 ] |
| Kika – Alive                              | 2013 | programowanie, gitara basowa, wokal wspierający, koprodukcja muzyczna                                              | [ 16 ] |
| Jason Derulo – Talk Dirty                 | 2014 | produkcja muzyczna                                                                                                 | [ 17 ] |
| Jennifer Lopez – A.K.A.                   | 2014 | koprodukcja muzyczna                                                                                               | [ 18 ] |
| Austin Mahone – The Secret                | 2014 | koprodukcja muzyczna, współautor muzyki, programowanie                                                             | [ 19 ] |
| Isac Elliot – Follow Me                   | 2014 | koprodukcja muzyczna                                                                                               | [ 20 ] |
| Skylar Stecker – This Is Me               | 2015 | koprodukcja muzyczna                                                                                               | [ 21 ] |

## Nagrody i wyróżnienia
| Rok  | Kategoria                              | Tytułem | Nagroda    | Nota      | Źródło |
| ---- | -------------------------------------- | --- | ---------- | --------- | ------ |
| 2009 | Best Dance Recording                   | Lady Gaga – „Poker Face” | Grammy     | Laur      | [ 22 ] |
| 2010 | Best Pop Vocal Album                   | Lady Gaga – The Fame Monster                                                                                                  | Grammy     | Laur      | [ 22 ] |
| 2010 | Songwriter of the Year                 | Sean Kingston – „Fire Burning” Lady Gaga – „Just Dance” (feat. Colby O’Donis) Lady Gaga – „LoveGame” Lady Gaga – „Poker Face” | BMI Awards | Laur      | [ 23 ] |
| 2011 | Årets Producent                        | Enrique Iglesias – Euphoria                                                                                                   | Grammis    | Laur      | [ 24 ] |
| 2011 | Årets Svenska Internationella Framgang | Enrique Iglesias – Euphoria                                                                                                   | Grammis    | Laur      | [ 25 ] |
| 2011 | Producer of the Year, Non-Classical    | RedOne | Grammy     | Nominacja | [ 26 ] |